# John Talen
John Talen (Meppel, 18 de gener de 1965) va ser un ciclista neerlandès que fou professional entre 1987 i 2003.
Com a ciclista amateur aconseguí notables èxits, entre ells el Campionat nacional en ruta, el campionat del món de contrarellotge per equips i l'Olympia's Tour de 1985.
Com a professional destaca la victòria a la Dwars door Vlaanderen de 1988, el Grote Scheldeprijs de 1990 i una etapa a la Tirrena-Adriàtica i al Critèrium del Dauphiné Libéré.

## Palmarès
- 1984
  - Vencedor d'una etapa de l'Olympia's Tour
- 1985
  - 1r a l'Étoile de Brabant i vencedor de 2 etapes
  - 1r a l'Olympia's Tour
- 1986
  -  Campió dels Països Baixos amateur
  -  Campió del món amateur de contrarellotge per equips, amb Rob Harmeling, Tom Cordes i Gerrit de Vries
  - Vencedor d'una etapa de l'Olympia's Tour
- 1988
  - 1r a l'A través de Bèlgica
  - 1r al Gran Premi Pino Cerami
- 1989
  - 1r al Circuit de Getxo
- 1990
  - 1r al Grote Scheldeprijs
  - Vencedor d'una etapa de la Tirrena-Adriàtica
- 1991
  - Vencedor d'una etapa del Critèrium del Dauphiné Libéré
  - Vencedor d'una etapa de la Volta a Burgos
  - Vencedor d'una etapa de la Vuelta a los Valles Mineros
- 1993
  - Vencedor d'una etapa de la Hofbrau Cup
- 1997
  - 1r al Premi Nacional de Clausura
  - Vencedor d'una etapa de l'Olympia's Tour
- 1998
  - Vencedor d'una etapa de l'Olympia's Tour
- 1999
  - 1r a la Challenge Costa Brava i vencedor d'una etapa
  - Vencedor d'una etapa de l'Olympia's Tour
- 2001
  - 1r a la Fletxa Hesbignonne-Cras Avernas

### Resultats al Tour de França
- 1988. 150è de la classificació general
- 1989. Fora de control (10a etapa)
- 1993. 122è de la classificació general
- 1994. 117è de la classificació general